# Vienna, Maine
Vienna är en kommun (town) i Kennebec County i delstaten Maine i USA. Befolkningen var 527 vid folkräkningen år 2000. Den har enligt United States Census Bureau en area på totalt 65,7 km² varav 3,1 km² är vatten. 